# Enric Pladevall-Vila
Enric Pladevall (Vic, 1951), és un escultor català.

## Biografia
Enric Pladevall va nàixer a Vic l'any 1951. Inicialment format a l'escola municipal de Vic, l'any 1968 cursà estudis a l'Escola de Belles Arts de Barcelona, desenvolupant una carrera escultòrica molt prolífica i reconeguda amb diverses beques i premis. La seva trajectòria artística s'ha consolidat tant en l'àmbit nacional com internacional.
La seva obra es troba en enclavaments públics d'arreu del món com Corea, Barcelona, Vic, Manresa, Reus, El Prat de Llobregat o Girona. Algunes de les seves obres públiques més destacades són Androgyne Planet, situat al Centennial Olympic Park d'Atlanta i L'arbre de la Vida del Cosmocaixa de Barcelona. A més, les seves escultures també formen part de la col·lecció de diversos museus i entitats privades, com el Museu d'Art Contemporani de Barcelona, el Museu d'Art Contemporani de Madrid, Museu d'Art Contemporani de Cuenca, la Fundació Juan March, el Lehigh Art Galleries Museum de Pennsilvània, l'Atlanta History Center o l'Urban Redevelopment Authority Collection a Singapur, entre d'altres.
| «                 | L'art és inexplicable, però personalment penso que està íntimament lligat a l'energia, a les emocions, a les tensions […] Considero l'art una forma de coneixement equiparable a la natura, la ciència o el pensament, i alhora en seria la seva expressió sensible. | » |
| — Enric Pladevall | |   |

### Obra pública
Pel que fa a les seves obres públiques cal destacar l'Arbre de la Vida dins el recinte del CosmoCaixa de Barcelona, Androgyne Planet al Centennial Olympic Park d'Atlanta (USA), i d'altres a Corea, Vic, Barcelona, Manresa, entre d'altres.

#### L'Olivar
Des de principis del segle xxi, Pladevall ha estat construint a Ventalló un oasi artístic enmig de la natura, una evocació de l'Arcàdia anomenada L'Olivar. Aquest indret és un jardí d'escultures envoltat d'oliveres centenàries i xiprers típics del paisatge de l'Empordà, les quals conformen un discurs coherent i consistent que recull les obsessions i les dèries de l'artista. La unió dels elements artístics amb la natura que els envolta fa que les obres hagin deixat de ser només escultures per adquirir una condició gairebé totèmica, ja que els límits de la forma han estat transcendits per dialogar amb el seu entorn. Una de les obres més destacades d'aquest indret és Tità Amantis (2001-2003), una escultura de fusta d'auró i ferro de nou metres d'alçada.

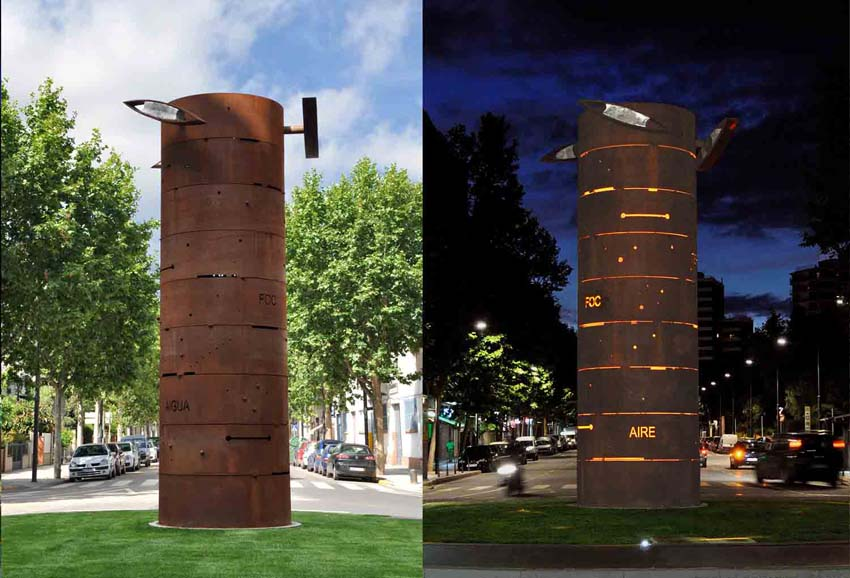
Constalació. Ferro, zinc i pedra homenatge a Joan Vinyoli (Reus)
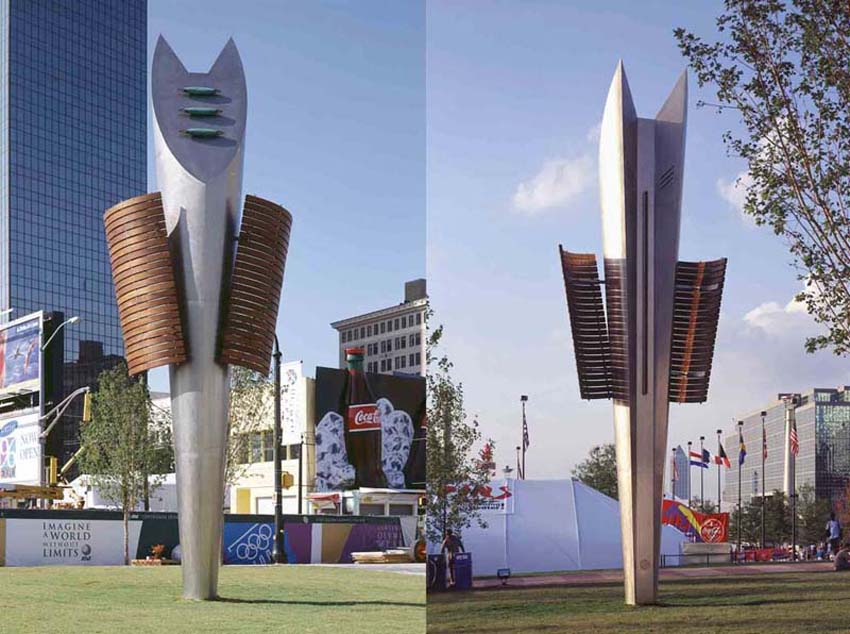
Androgyne planet. Acer inoxidable, fusta i bronze 9 m. alt. Centennial Olympic Park (Atlanta)
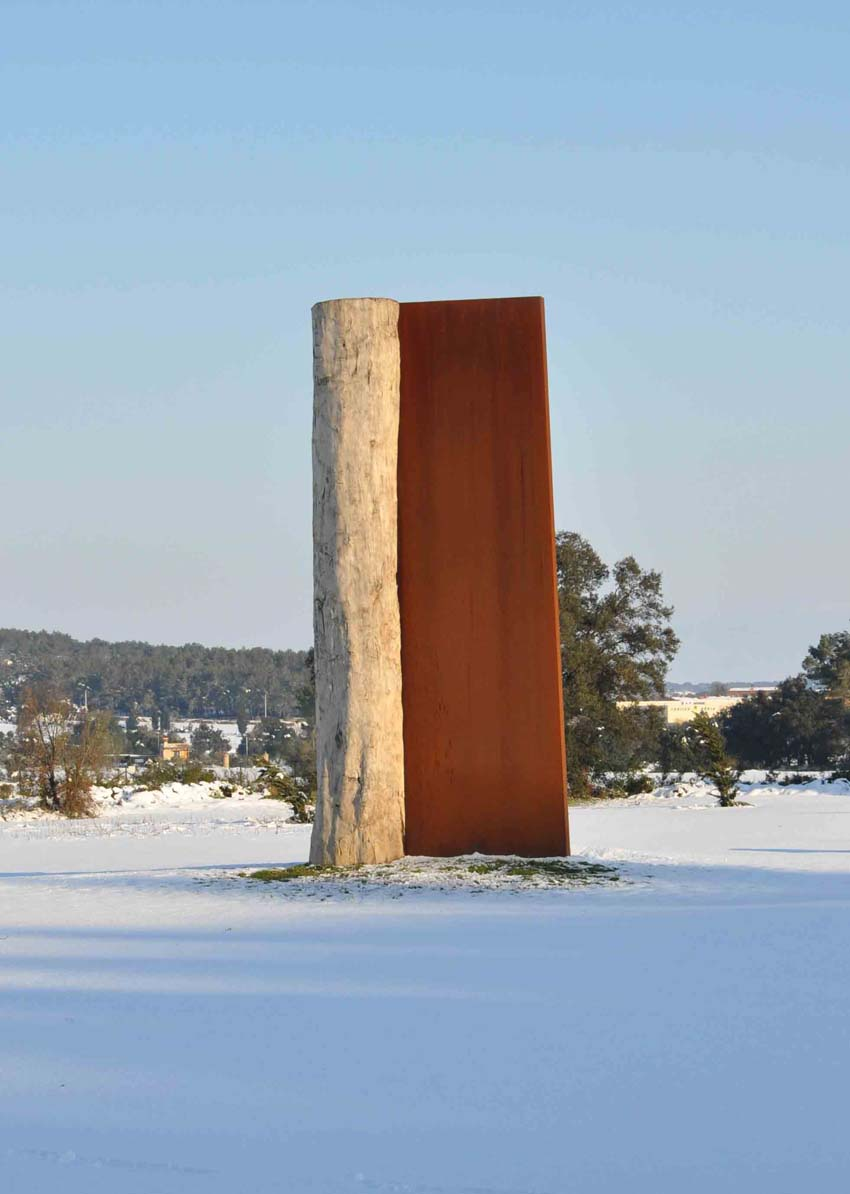
Tità Amantis, a Ventalló
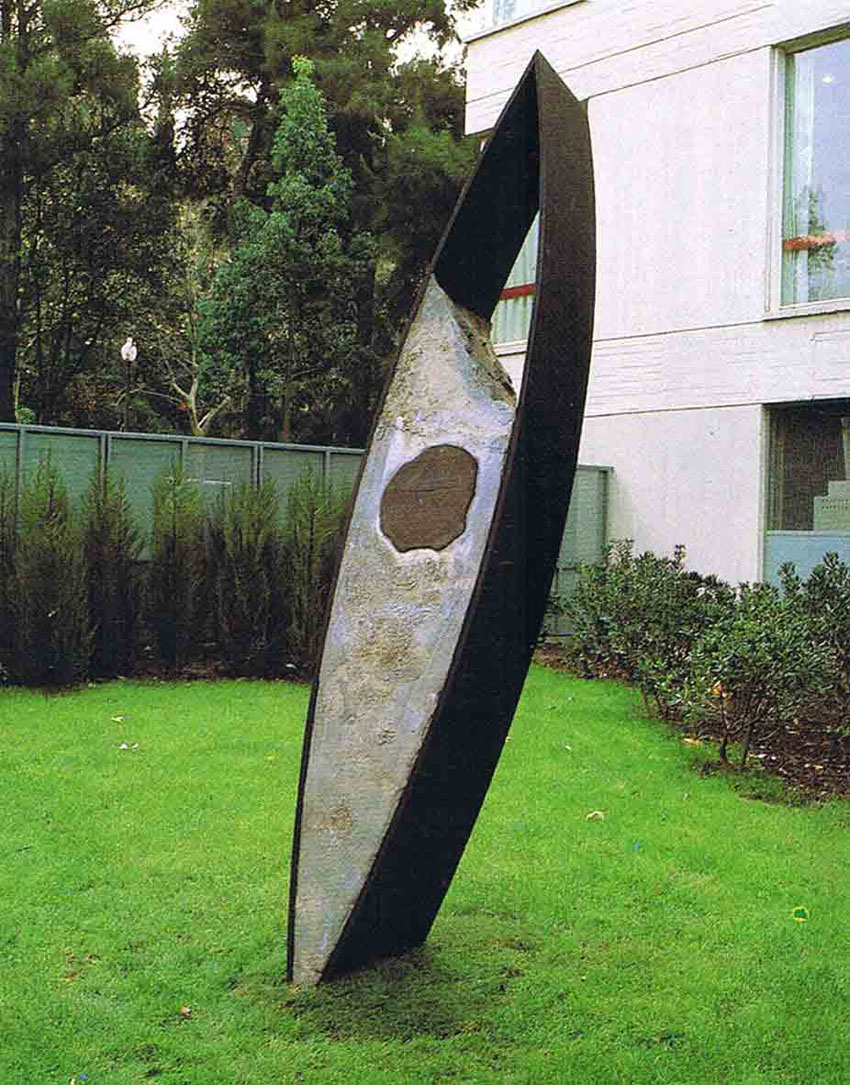
Gran fus, al Jardí de les escultures annex a la Fundació Joan Miró
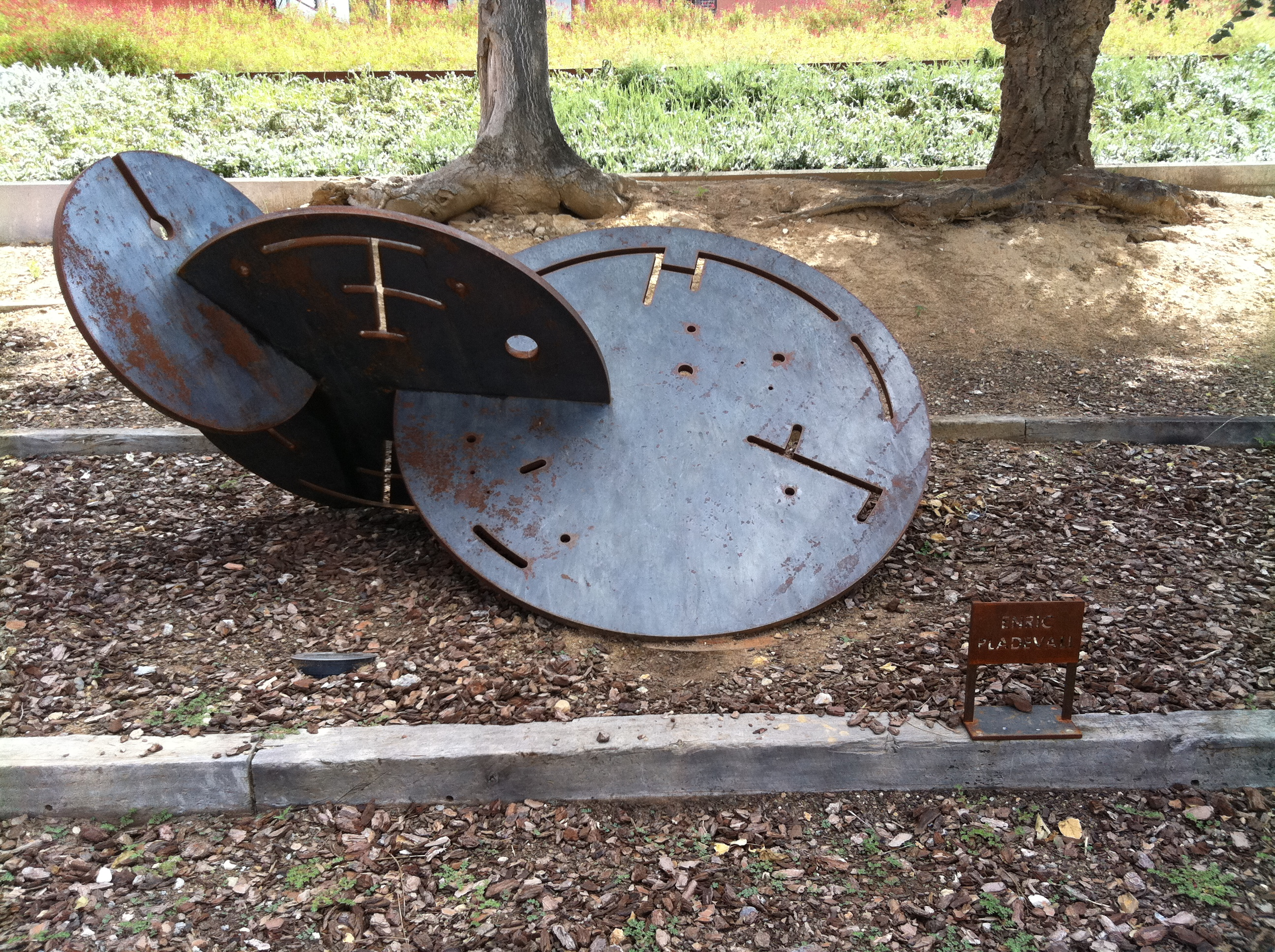
Jardí d'escultures Plaça Can Mario de Palafrugell
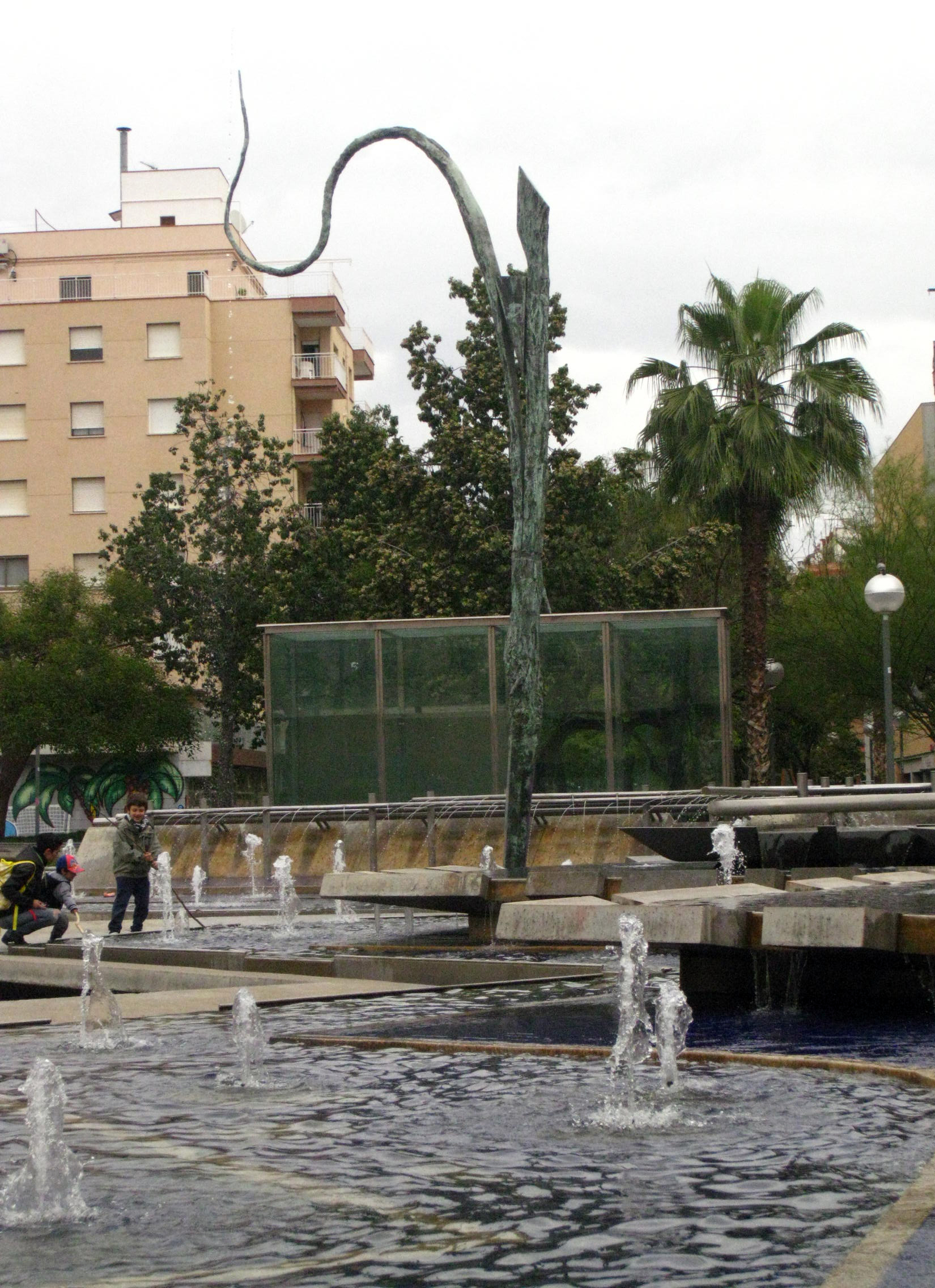
Font Mutant, Barcelona

## Exposicions destacades
Selecció:
- 2007 Galeria No+Art (Girona)
- 2007 Sala Àgora. Ajuntament de Cambrils
- 2001 Galeria Llucià Homs (Barcelona)
- 2001 Galeria Maeght "Pladevall Virtual Projects" (Barcelona)
- 1998 Galeria Maeght (Barcelona)
- 1998 Knysna Fine Arts (Sud-àfrica)
- 1998 Zoellner Arts Center (Pennsilvània)
- 1997 Gallery 101 (Melbourne)
- 1996 Anima Gallery (Adelaida)
- 1994 Fort Canning Centre (Singapur)
- 1993 Everard Read Contemporary (Johannesburg)
- 1991 Ruth Siegel Gallery (Nova York)
- 1991 Galeria Ignacio de Lassaletta (Barcelona)
- 1990 Lehigh University Art Galleries (Pennsilvània)
- 1989 Galeria Alessandro Bagnai (Siena)
- 1988 «Pati Maning», Casa de la Caritat (Barcelona)
- 1987 Galeria «El Carme» (Vic)
- 1983 Galeria Maeght (Barcelona)
- 1981 Galeria Trece (Barcelona)
- 1981 Centro Cultural de la Villa (Madrid)
- 1980 Espai 10, Fundació Joan Miró (Barcelona)[11][12]
- 1979 Galeria Trece (Barcelona)
- 1978 Galeria «La Tralla»(Vic)
- 1971 Casa de la Cultura (Vic)

## Obra pública
Selecció:
- 2006 Estela Falç, Plaça del Setge (Cambrils)
- 2005 Fus Europa, Avinguda Europa (Granollers)
- 2004 L'Arbre de la Vida, Cosmocaixa (Barcelona)
- 2001 Organic Presence, Spanish Sculpture Park (Kwangju – Corea)
- 1999 Gegant del nou mil·lenni, Plaça del Mil·lenari (Vic)
- 1999 Sereno de can Costa, Centre Cultural Costa i Font (Taradell)
- 1995 Temple de la Pell, Convent del Carme (Vic)
- 1994 Contenidor d'Insomnis, Passera del Sucre (Vic)
- 1990 Planeta Fus, estació RENFE de Girona
- 1989 Arquitectura III, Convent dels Àngels, Borriana
- 1988 Paula, Mil·lenari de Catalunya (Manresa)
- 1988 Gran Fus, Fundació Joan Miró (Barcelona)
- 1987 Homenatge a Francesc Paracolls, Cementiri de Malla
- 1986 La Font Mutant, Plaça Àngel Pestaña (Barcelona)